# One (canción de Ami Suzuki)
«ONE» es el 14 sencillo de Ami Suzuki con Avex. Este sencillo celebra su 10 aniversario. Producido por Yasutaka Nakata
de capsule; por segunda vez colabora con Nakata desde el lanzamiento de FREE FREE para su álbum DOLCE. Este sencillo salió el 21 de julio de 2008. En sencillo debutó en el octavo puesto.

## Lista de canciones
1. ONE
2. A token of love♪
3. ONE（instrumental）
4. A token of love（FM88 mix）/ remix Yasutaka Nakata

ONE es un tema y sencillo de la cantante japonesa Ami Suzuki.

## Detalles
Éste es el sencillo conmemorativo al décimo aniversario musical de la cantante japonesa . Es lanzado el 2 de julio del 2008, 10 años y un día después de su debut oficial en la música. En el sitio de descargas de música oficial mu-mo, el tema comenzó a estar disponible desde el 18 de junio. Todo el sencillo es producido por el músico Yasutaka Nakata, el mismo que su anterior sencillo "FREE FREE/SUPER MUSIC MAKER" en agosto del 2007. Este es el primer sencillo después de "Like a Love?" que ya no forma parte del proyecto "join" de colaboraciones.
Al estilo electropop del tema, así como también al video musical, se le ha considerado bastante similar a "FREE FREE", aunque es también similar a las producciones que Nakata ha estado realizando con el grupo Perfume este último tiempo.
El sencillo también incluye el lado b "A token of love", en su versión original y un remix, todos obras de Nakata.

## Canciones

### CD
1. ONE
2. A token of love
3. ONE (instrumental)
4. A token of love (FM88 mix)

### DVD
1. ONE (MUSIC CLIP)

- Datos: Q3125197